# Richie Havens

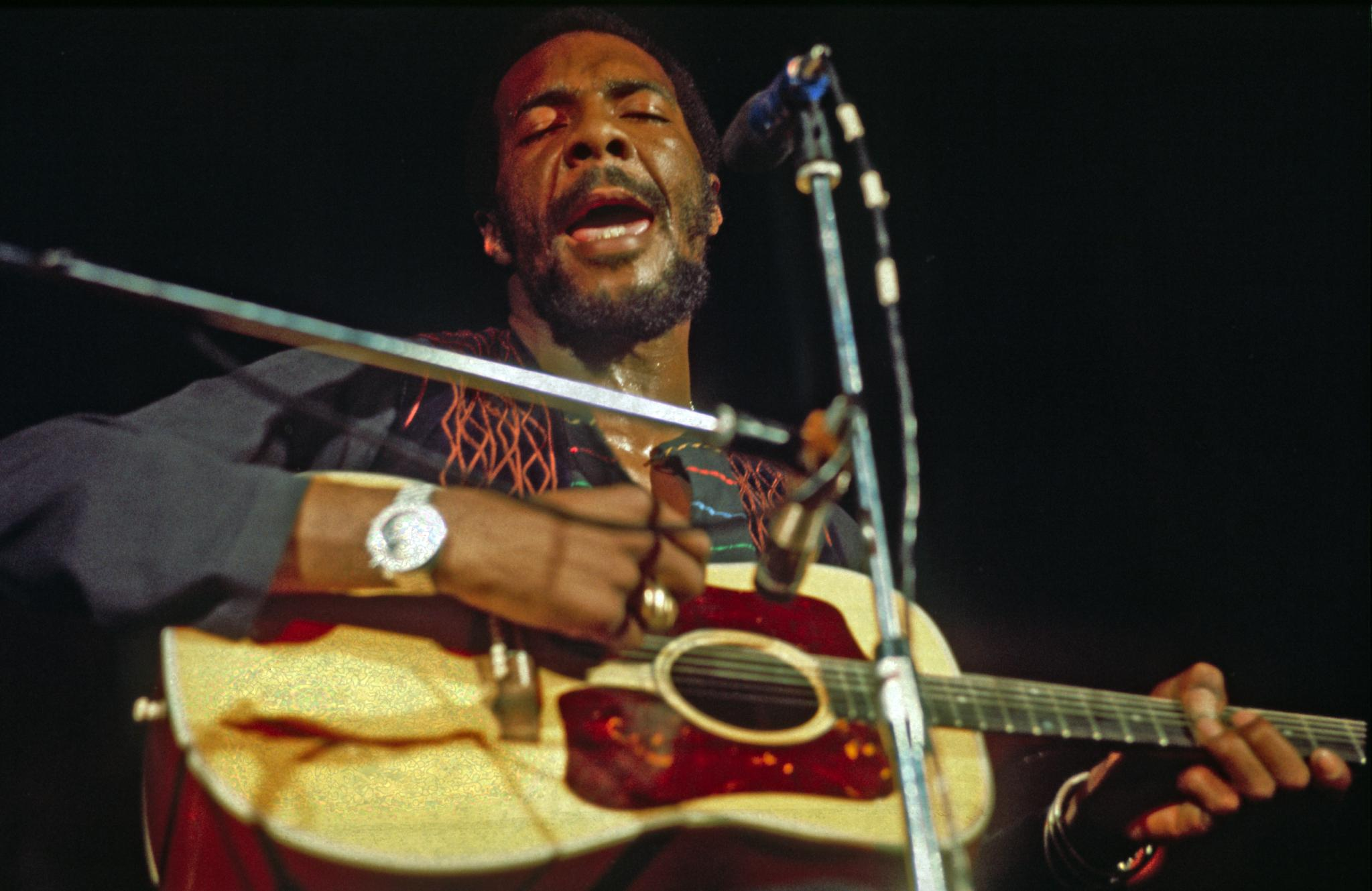
Richie Havens (1972)

Richard Pierce „Richie“ Havens (* 21. Januar 1941 in Brooklyn, New York City; † 22. April 2013 in Jersey City, New Jersey) war ein US-amerikanischer Folk-Sänger.

## Biografie
Geboren wurde Richie Havens als ältestes von neun Kindern in Bedford–Stuyvesant, einem Bezirk von Brooklyn, in eine Künstlerfamilie. Sein Vater war Pianist. Mit vierzehn Jahren sang Richie Havens in verschiedenen Gospel-Formationen, unter anderem bei den McCrea Gospel Singers, was seinen späteren Stil als Musiker beeinflusste. Außer seiner Begeisterung für die Musik zeigte Havens auch ein Talent zum Maler, das er als Porträtzeichner in den Straßen von Greenwich Village einige Jahre dazu nutzte, seinen Lebensunterhalt zu verdienen.

### Aufstieg

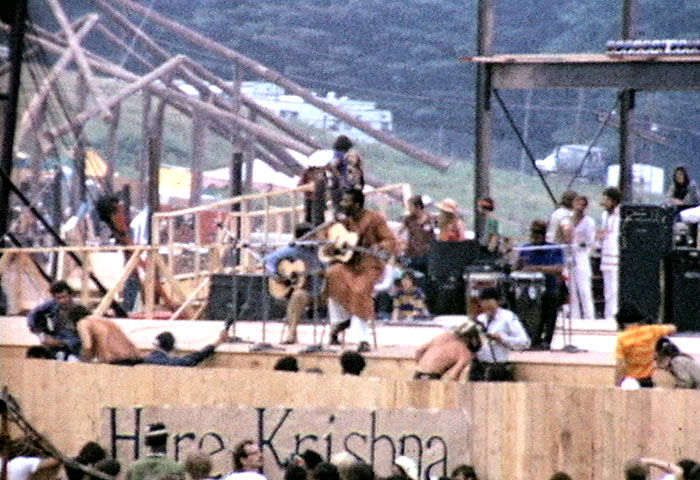
Richie Havens 1969 bei der Eröffnung des Woodstock-Festivals

In Greenwich Village war Richie Havens regelmäßig in der Folk-Szene anzutreffen, die auch andere berühmte Sänger wie Joan Baez und Bob Dylan hervorbrachte. Als Schwarzer war er auf dem von Weißen dominierten Gebiet des Folk eine Ausnahme.
Seine ersten beiden Alben hatte er beim britischen Musiklabel Douglas herausgebracht. Durch seinen Auftritt beim Woodstock-Festival gelangte er zu plötzlicher Berühmtheit. Um 17:07 Uhr eröffnete er das Festival. Die ganze Zeit über erhielt er Beifall; er spielte so lange Zugaben, bis ihm die Songs ausgingen. Darauf entschloss er sich, eine Version des Spirituals Motherless Child (engl., sinngemäß für ‚Kind ohne Mutter‘) zu improvisieren, der er eine Strophe, bei der er immer wieder das Wort Freedom (engl. für ‚Freiheit‘) wiederholte, hinzufügte. Dieser Song wurde ein internationaler Hit. Die Darstellung im Film Woodstock, Havens habe insgesamt drei Stunden gespielt, ist falsch; tatsächlich spielte er elf Songs in 45 Minuten.
Weiterhin wurde Havens durch die Interpretation von Songs anderer Künstler bekannt, vor allem von Bob Dylan und The Beatles, beispielsweise Here Comes the Sun. Obgleich er selbst relativ viele Lieder schrieb, feierte er seine größten Erfolge meistens mit diesen Interpretationen, so auch mit der 1980er-Coverversion des Lamont-Dozier-Songs Going Back to My Roots.

### Weiteres Wirken

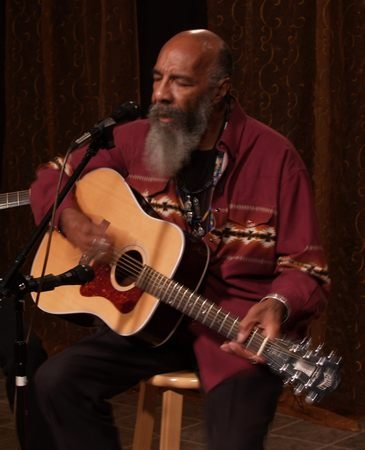
Richie Havens (2006)

1972 gründete Richie Havens sein eigenes Plattenlabel mit dem Namen Stormy Forest, auf dem einige seiner Alben erschienen. 1978 sang er zwei Stücke auf Steve Hacketts Platte Please Don’t Touch!. 
In der Mitte der siebziger Jahre half Richie Havens, das Northwinds Undersea Institute, ein Museum für Ozeanographie, ins Leben zu rufen. Sein Engagement für den Umweltschutz bewies er auch mit der Gründung der Umweltschutzorganisation Natural Guard im Jahr 1990. Diese hat sich zum Ziel gesetzt, Jugendliche zum Engagement für den Umweltschutz zu motivieren. Ab Ende der 1970er-Jahre wurden die Veröffentlichungen unregelmäßiger. 
1993 trat er bei der Amtseinführung des US-Präsidenten Bill Clinton auf. Er war in einer Gastrolle in einer Folge der amerikanischen Sitcom Eine schrecklich nette Familie zu sehen; zudem spielte er drei Titel für die Soundtracks der erfolgreichen PC-Spiele-Reihe Tex Murphy: Pandora Directive sowie Tex Murphy: Overseer ein (Tex’s Lament, Trying to try, Slow Down). Er arbeitete unter anderem an dem Soundtrack OVO von Peter Gabriel für die Millennium Dome Show von 2000 mit.
Im Jahr 2007 spielte Havens eine Rolle im Biopic I’m Not There. Er spielt dort ein Cover von Bob Dylans Tombstone Blues mit Marcus Carl Franklin und Tyrone Benskin. Die Version ist auch auf dem Soundtrack zum Film zu hören.
Havens starb im Alter von 72 Jahren an den Folgen eines Herzinfarkts.

## Stil
Charakteristisch war sein Gitarrenspiel mit offener D-Stimmung. Akkorde spielte er meist mit dem Daumen. Er setzte die Gitarre wie ein Perkussionsinstrument ein.

## Diskografie
- 1965 – Richie Havens’ Record
- 1966 – Electric Havens
- 1967 – Mixed Bag
- 1968 – Something Else Again
- 1969 – Richard P. Havens 1983
- 1970 – Indian Rope Man
- 1970 – Stonehenge
- 1971 – A State of Mind
- 1971 – Alarm Clock
- 1971 – The Great Blind Degree
- 1972 – On Stage
- 1973 – Portfolio
- 1974 – Mixed Bag II
- 1976 – The End of the Beginning
- 1977 – Mirage
- 1980 – Connections
- 1983 – Common Ground
- 1987 – Simple Things
- 1987 – Sings Beatles and Dylan
- 1987 – Collection
- 1990 – Live at the Cellar Door
- 1991 – Now
- 1993 – Resume
- 1994 – Cuts to the Chase
- 1995 – The Classics
- 1999 – Time
- 2000 – Best Of
- 2002 – Wishing Well
- 2004 – High Flyin’ Bird: The Verve Forecast Years
- 2004 – Dreaming as One: The A&M Years
- 2004 – Grace of the Sun
- 2005 – Connection
- 2006 – Classics
- 2008 – Nobody Left to Crown